# Confédération asiatique de football
Pour les articles homonymes, voir AFC.

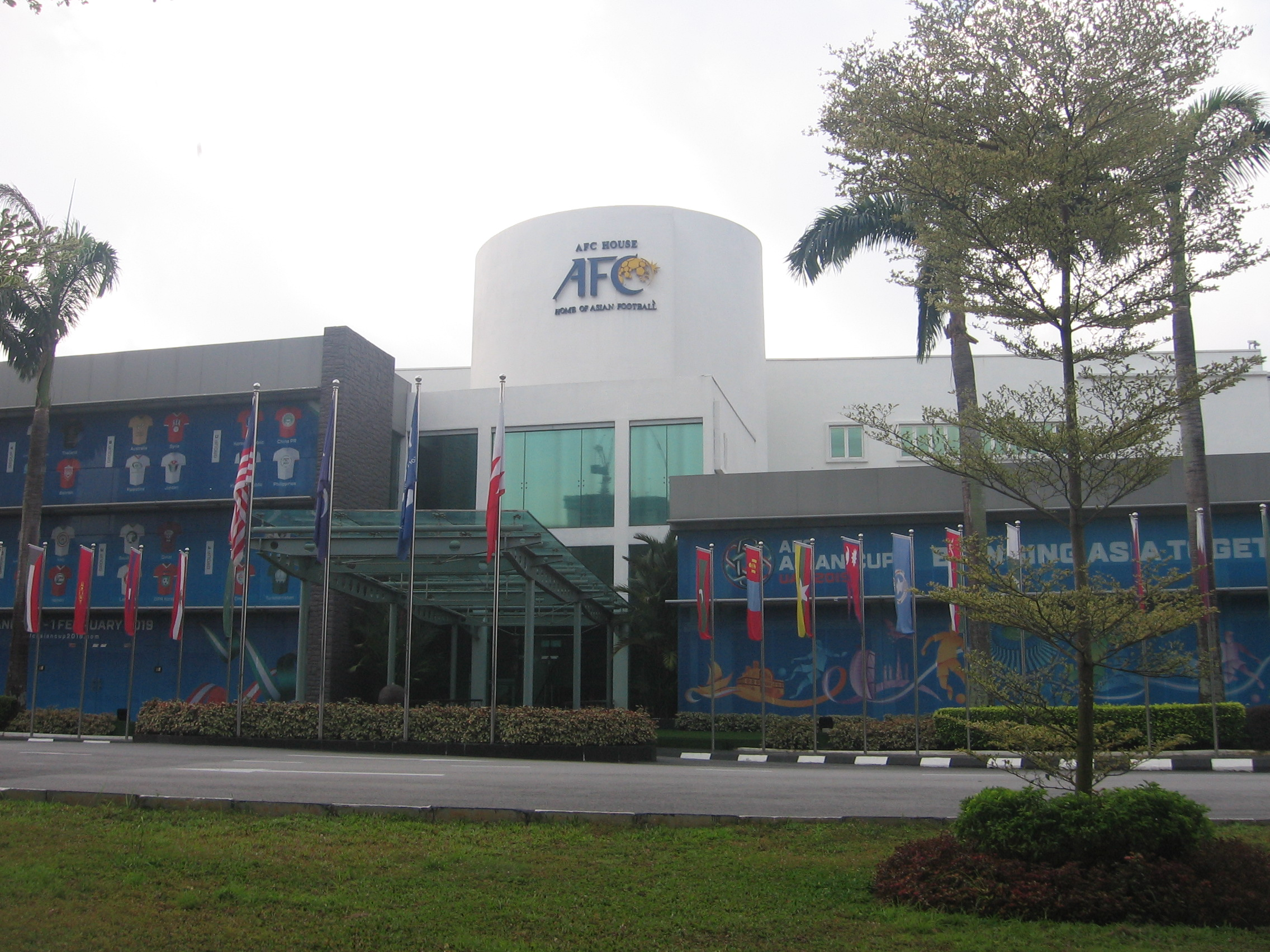
Siège de l'AFC à Kuala Lumpur, Malaisie

La Confédération asiatique de football également connue sous le nom d'AFC, est l'organisme qui regroupe, sous l'égide de la FIFA, les fédérations de football du continent asiatique.
L'AFC est fondée le 8 mai 1954 à Manille. La principale compétition organisée par l'AFC est la Coupe d'Asie des nations, mais elle organise aussi la Ligue des champions de l'AFC et diverses compétitions asiatiques comme le Championnat des clubs de futsal de l'AFC.

## Histoire
L'AFC est fondée le 9 mai 1954 à Manille, en marge des deuxièmes Jeux asiatiques. Les douze membres fondateurs sont : l'Afghanistan, la Birmanie, la Chine, Hong Kong, l'Inde, l'Indonésie, le Japon, la Corée du Sud, le Pakistan, les Philippines, Singapour et le Viêt Nam.

## Présidents
| Nom                                 | Nationalité | Période du mandat |
| ----------------------------------- | ----------- | ----------------- |
| Lo Man Kam (en)                     | Hong Kong   | 1954              |
| Kwok Chan (en)                      | Hong Kong   | 1954 - 1956       |
| William Louey (en)                  | Hong Kong   | 1956 - 1957       |
| Nam Cheong Chan                     | Hong Kong   | 1957 - 1958       |
| Tunku Abdul Rahman                  | Malaisie    | 1958 - 1976       |
| Kambiz Atabay (en)                  | Iran        | 1976 - 1978       |
| Hamzah Abu Samah (en)               | Malaisie    | 1978 - 1994       |
| Ahmad Shah                          | Malaisie    | 1994 - 2002       |
| Mohammed Bin Hammam                 | Qatar       | 2002 - 2011       |
| Zhang Jilong (en)                   | Chine       | 2011 - 2013       |
| Shaik Salman bin Ebrahim Al Khalifa | Bahreïn     | 2013 -            |

## Organisation de compétitions
L'AFC organise les compétitions entre clubs et entre sélections nationales à l'échelon asiatique, quelle que soit la catégorie d'âge.
- Sélections nationales
  - Compétitions de la confédération
    - La Coupe d'Asie des nations
    - La Coupe d'Asie des nations féminin
    - L'AFC Challenge Cup (2006-2014)
    - La Coupe d'Asie de football des moins de 20 ans
    - La Coupe d'Asie de football des moins de 17 ans
    - La Coupe d'Asie féminine de football des moins de 20 ans
    - La Coupe d'Asie féminine de football des moins de 17 ans
    - Les Championnats régionaux féminins des moins de 14 ans, organisés depuis 2013 et découpés en 
      - Championnats d'Asie du Sud et centrale (de 7 à 12 pays selon les années, parmi l'Afghanistan, le Bangladesh, le Bhoutan, l'Inde, les Maldives, le Népal, le Pakistan, le Sri Lanka, l'Iran, le Tadjikistan, le Kirghizistan, le Turkménistan et l'Ouzbékistan)[1],
      - Championnats d’Asie de l'Est,
      - Championnats d'Asie de l'Ouest (4 pays parmi la Jordanie, la Palestine, les EAU, l'Iraq et Bahreïn[2],
      - Championnat d’Asie du Sud-Est (Thaïlande, Birmanie, Laos[3], Singapour, Malaisie, Philippines, Vietnam)[4],[5].

    - Le Tournoi pré-olympique de l'AFC

  - Futsal
    - Le Championnat d'Asie de futsal
- Clubs
  - Compétitions de la confédération
    - La Ligue des champions Élite de l'AFC
    - La Ligue des champions 2 de l'AFC
    - La Challenge League de l'AFC
    - Championnat féminin des clubs de l'AFC

  - Anciennes compétitions disparues
    - La Coupe afro-asiatique (1986-1998)
    - La Coupe d'Asie des vainqueurs de coupe (1990-2002)
    - La Supercoupe d'Asie (1995-2002)
    - La Coupe des présidents de l'AFC (2005-2014)
    - La Coupe de l'AFC (2004-2024)

## Palmarès

### Sélections nationales

#### Compétitions continentales
| Édition | Coupe d'Asie des nations | AFC Challenge Cup | Coupe d'Asie des nations féminine |
| ------- | ------------------------ | ----------------- | --------------------------------- |
| 1956    | Corée du Sud             | inexistante       | inexistante                       |
| 1960    | Corée du Sud (2)         | inexistante       | inexistante                       |
| 1964    | Israël                   | inexistante       | inexistante                       |
| 1968    | Iran                     | inexistante       | inexistante                       |
| 1972    | Iran (2)                 | inexistante       | inexistante                       |
| 1975    |                          | inexistante       | Nouvelle-Zélande                  |
| 1976    | Iran (3)                 | inexistante       |                                   |
| 1977    |                          | inexistante       | Taïwan                            |
| 1979    |                          | inexistante       | Taïwan (2)                        |
| 1980    | Koweït                   | inexistante       |                                   |
| 1981    |                          | inexistante       | Taïwan (3)                        |
| 1983    |                          | inexistante       | Thaïlande                         |
| 1984    | Arabie saoudite          | inexistante       |                                   |
| 1986    |                          | inexistante       | Chine                             |
| 1988    | Arabie saoudite (2)      | inexistante       |                                   |
| 1989    |                          | inexistante       | Chine (2)                         |
| 1991    |                          | inexistante       | Chine (3)                         |
| 1992    | Japon                    | inexistante       |                                   |
| 1993    |                          | inexistante       | Chine (4)                         |
| 1995    |                          | inexistante       | Chine (5)                         |
| 1996    | Arabie saoudite (3)      | inexistante       |                                   |
| 1997    |                          | inexistante       | Chine (6)                         |
| 1999    |                          | inexistante       | Chine (7)                         |
| 2000    | Japon (2)                | inexistante       |                                   |
| 2001    |                          | inexistante       | Corée du Nord                     |
| 2003    |                          | inexistante       | Corée du Nord (2)                 |
| 2004    | Japon (3)                | inexistante       |                                   |
| 2006    |                          | Tadjikistan       | Chine (8)                         |
| 2007    | Irak                     |                   |                                   |
| 2008    |                          | Inde              | Corée du Nord (3)                 |
| 2010    |                          | Corée du Nord     | Australie                         |
| 2011    | Japon (4)                |                   |                                   |
| 2012    |                          | Corée du Nord (2) |                                   |
| 2014    |                          | Palestine         | Japon                             |
| 2015    | Australie                | disparue          |                                   |
| 2018    |                          | disparue          | Japon (2)                         |
| 2019    | Qatar                    | disparue          |                                   |
| 2022    |                          | disparue          | Chine (9)                         |
| 2023    | Qatar (2)                | disparue          |                                   |

#### Qualifications pour les compétitions de la FIFA

##### Qualifications pour la Coupe du monde
Seuls treize membres de l'AFC ont réussi à atteindre la phase finale de la Coupe du monde depuis sa création en 1930. La Corée du Sud est la seule nation de l'AFC à avoir atteint le dernier carré d'une Coupe du monde (demi-finaliste de la compétition qu'elle a organisée conjointement avec le Japon en 2002). La Corée du Nord est la seule nation asiatique à avoir franchi le cap des quarts de finale en 1966.
Deux nations ont atteint les huitièmes de finale, le Japon a atteint par quatre fois (2002, 2006, 2018 et 2022) et l'Arabie saoudite une seule fois en 1994.
Le tableau suivant montre le parcours des représentants de l'AFC à chaque édition de la Coupe du monde, classés selon leur nombre d'apparitions  (en caractères gras ceux qui ont passé le premier tour):
| Équipe                         | 1930 | 1934 | 1938 | 1950    | 1954 | 1958 | 1962 | 1966 | 1970 | 1974 | 1978 | 1982 | 1986 | 1990 | 1994 | 1998 | /2002    | 2006 | 2010 | 2014 | 2018 | 2022 | / 2026 | Total    |
| Corée du Sud                   |      |      |      |         | Gr.  |      |      |      |      |      |      |      | Gr.  | Gr.  | Gr.  | Gr.  | 1/2 (4e) | Gr.  | 1/8  | Gr.  | Gr.  | 1/8  | Q.     | 12       |
| Japon                          |      |      |      |         |      |      |      |      |      |      |      |      |      |      |      | Gr.  | 1/8      | Gr.  | 1/8  | Gr.  | 1/8  | 1/8  | Q.     | 8        |
| Iran                           |      |      |      |         |      |      |      |      |      |      | Gr.  |      |      |      |      | Gr.  |          | Gr.  |      | Gr.  | Gr.  | Gr.  | Q.     | 7        |
| Arabie saoudite                |      |      |      |         |      |      |      |      |      |      |      |      |      |      | 1/8  | Gr.  | Gr.      | Gr.  |      |      | Gr.  | Gr.  |        | 6        |
| Australie                      |      |      |      |         |      |      |      |      |      |      |      |      |      |      |      |      |          |      | Gr.  | Gr.  | Gr.  | 1/8  |        | 4        |
| Corée du Nord                  |      |      |      |         |      |      |      | 1/4  |      |      |      |      |      |      |      |      |          |      | Gr.  |      |      |      |        | 2        |
| Indes orientales néerlandaises |      |      | 1/8  |         |      |      |      |      |      |      |      |      |      |      |      |      |          |      |      |      |      |      |        | 1        |
| Inde                           |      |      |      | Forfait |      |      |      |      |      |      |      |      |      |      |      |      |          |      |      |      |      |      |        | 1        |
| Israël                         |      |      |      |         |      |      |      |      | Gr.  |      |      |      |      |      |      |      |          |      |      |      |      |      |        | 1        |
| Koweït                         |      |      |      |         |      |      |      |      |      |      |      | Gr.  |      |      |      |      |          |      |      |      |      |      |        | 1        |
| Irak                           |      |      |      |         |      |      |      |      |      |      |      |      | Gr.  |      |      |      |          |      |      |      |      |      |        | 1        |
| Émirats arabes unis            |      |      |      |         |      |      |      |      |      |      |      |      |      | Gr.  |      |      |          |      |      |      |      |      |        | 1        |
| Chine                          |      |      |      |         |      |      |      |      |      |      |      |      |      |      |      |      | Gr.      |      |      |      |      |      |        | 1        |
| Qatar                          |      |      |      |         |      |      |      |      |      |      |      |      |      |      |      |      |          |      |      |      |      | Gr.  |        | 1        |
| Ouzbékistan                    |      |      |      |         |      |      |      |      |      |      |      |      |      |      |      |      |          |      |      |      |      |      | Q.     | 1        |
| Jordanie                       |      |      |      |         |      |      |      |      |      |      |      |      |      |      |      |      |          |      |      |      |      |      | Q.     | 1        |
| Total                          | 0    | 0    | 1    | 1       | 1    | 0    | 0    | 1    | 1    | 0    | 1    | 1    | 2    | 2    | 2    | 4    | 4        | 4    | 4    | 4    | 5    | 6    | 8 ou 9 | 52 ou 53 |

Légende
- 1/2 4e : élimination en demi-finale. Termine quatrième de la compétition
- 1/4 : élimination en quarts de finale de la compétition
- 1/8 : élimination en huitièmes de finale de la compétition
- Gr. : élimination en phase de groupes du premier tour de la compétition
- Forfait : à la suite des forfaits de tous ses adversaires en phase éliminatoire de la zone Asie, l'Inde est qualifiée pour la Coupe du monde sans jouer. Elle déclare forfait en raison du long voyage à effectuer pour rejoindre l'Amérique du sud et du manque de motivation pour disputer cette compétition dont les instances dirigeantes indiennes n'avaient pas saisi l'importance. Contrairement à la légende, le règlement interdisant aux joueurs de pouvoir jouer sans chaussures (les Indiens avaient l'habitude de jouer pieds nus) n'est donc pas en cause.

##### Qualifications pour la Coupe du monde féminine
Seuls neuf membres de l'AFC ont réussi à atteindre la phase finale de la Coupe du monde féminine depuis sa création en 1991. Le Japon est la seule nation de l'AFC à avoir gagné une Coupe du monde en 2011. La Chine est la deuxième nation asiatique à avoir atteint la finale en 1999.
Deux nations ont atteint les quarts de finale, l'Australie a atteint par trois fois (2007, 2011 et 2015) et la Corée du Nord une seule fois en 2007.
Le tableau suivant montre le parcours des représentants de l'AFC à chaque édition de la Coupe du monde, classés selon leur nombre d'apparitions  (en caractères gras ceux qui ont passé le premier tour):
| Équipe         | 1991 | 1995     | 1999 | 2003 | 2007 | 2011 | 2015 | 2019 | / 2023   | Total |
| Japon          | Gr.  | 1/4      | Gr.  | Gr.  | Gr.  | V.   | F.   | 1/8  | 1/4      | 9     |
| Chine          | 1/4  | 1/2 (4e) | F.   | 1/4  | 1/4  |      | 1/4  | 1/8  | Gr.      | 8     |
| Australie      |      |          |      |      | 1/4  | 1/4  | 1/4  | 1/8  | 1/2 (4e) | 5     |
| Corée du Nord  |      |          | Gr.  | Gr.  | 1/4  | Gr.  |      |      |          | 4     |
| Corée du Sud   |      |          |      | Gr.  |      |      | 1/8  | Gr.  | Gr.      | 4     |
| Thaïlande      |      |          |      |      |      |      | Gr.  | Gr.  |          | 2     |
| Taipei chinois | 1/4  |          |      |      |      |      |      |      |          | 1     |
| Philippines    |      |          |      |      |      |      |      |      | Gr.      | 1     |
| Vietnam        |      |          |      |      |      |      |      |      | Gr.      | 1     |
| Total          | 3    | 2        | 3    | 4    | 4    | 3    | 5    | 5    | 6        | 35    |

Légende :
- V. 1er : Vainqueur de la compétition
- F. 2e : Finaliste. Termine deuxième de la compétition
- 1/2 4e : Élimination en demi-finale. Termine quatrième de la compétition
- 1/4 : Élimination en quarts de finale de la compétition
- 1/8 : Élimination en huitièmes de finale de la compétition
- Gr. : Élimination en phase de groupes du premier tour de la compétition

##### Qualifications pour la Coupe des confédérations
L'équipe qualifiée pour la Coupe des confédérations est la dernière équipe à avoir remporté la Coupe d'Asie des nations. Mais la compétition ayant eu lieu à quatre reprises sur le continent asiatique, de nombreuses équipes ont eu l'occasion de s'illustrer dans cette compétition.
Le tableau suivant montre le parcours des représentants de l'AFC à chaque édition de la Coupe des confédérations, classés selon leur nombre d'apparitions:
| Équipe              | 1992 | 1995 | 1997 | 1999 | / 2001 | 2003 | 2005 | 2009 | 2013 | 2017 | Total |
| ------------------- | ---- | ---- | ---- | ---- | ------ | ---- | ---- | ---- | ---- | ---- | ----- |
| Arabie saoudite     | 2e   | Gr.  | Gr.  | 4e   |        |      |      |      |      |      | 4     |
| Japon               |      | Gr.  |      |      | 2e     | Gr.  | Gr.  |      | Gr.  |      | 5     |
| Australie           |      |      | 2e   |      | 3e     |      | Gr.  |      |      | Gr.  | 4     |
| Émirats arabes unis |      |      | Gr.  |      |        |      |      |      |      |      | 1     |
| Corée du Sud        |      |      |      |      | Gr.    |      |      |      |      |      | 1     |
| Irak                |      |      |      |      |        |      |      | Gr.  |      |      | 1     |
| Total               | 1    | 2    | 3    | 1    | 3      | 1    | 2    | 1    | 1    | 1    | 16    |

Légende :
- 2e : Termine deuxième de la compétition
- 3e : Termine troisième de la compétition
- 4e : Termine quatrième de la compétition
- Gr. : Participe à la phase de groupe de la compétition

#### Classement des nations de la FIFA
Le tableau suivant donne les classements FIFA des nations de l'AFC au 4 avril 2024 :
| AFC | FIFA | + / -         | Nation              | Points  | + / -  | AFC | FIFA | + / -         | Nation         | Points  | + / -  |
| 1   | 18   | en stagnation | Japon               | 1621.88 | +7.55  | 24  | 138  | -6            | Malaisie       | 1094.54 | -15.63 |
| 2   | 20   | en stagnation | Iran                | 1613.96 | +5.73  | 25  | 139  | -2            | Koweït         | 1085.46 | -8.59  |
| 3   | 23   | -1            | Corée du Sud        | 1563.99 | -2.22  | 26  | 141  | -2            | Philippines    | 1075.14 | -11.03 |
| 4   | 24   | -1            | Australie           | 1563.93 | +9.11  | 27  | 143  | -2            | Turkménistan   | 1072.52 | -5.73  |
| 5   | 34   | +3            | Qatar               | 1507.94 | +8.6   | 28  | 151  | +7            | Afghanistan    | 1036.92 | +19.24 |
| 6   | 53   | en stagnation | Arabie saoudite     | 1443.53 | +2.13  | 29  | 155  | +1            | Singapour      | 1019.06 | -1.44  |
| 7   | 58   | +1            | Irak                | 1420.47 | +11.03 | 30  | 156  | -5            | Yémen          | 1027.94 | -10.89 |
| 8   | 64   | +2            | Ouzbékistan         | 1386.58 | +10.08 | 31  | 157  | -3            | Hong Kong      | 1012.83 | -10.08 |
| 9   | 67   | +2            | Émirats arabes unis | 1366.45 | +10.9  | 32  | 159  | -6            | Taipei chinois | 1007.3  | -16.63 |
| 10  | 74   | -1            | Jordanie            | 1350.21 | +6.61  | 33  | 161  | en stagnation | Maldives       | 1003.48 | 0      |
| 11  | 77   | +2            | Oman                | 1323.23 | +15.63 | 34  | 163  | -1            | Birmanie       | 999.46  | -1     |
| 12  | 80   | +2            | Bahreïn             | 1307.53 | +10.21 | 35  | 178  | -3            | Népal          | 937.84  | -10.21 |
| 13  | 88   | en stagnation | Chine               | 1275.22 | +1.44  | 36  | 179  | en stagnation | Cambodge       | 925.4   | -6.07  |
| 14  | 89   | en stagnation | Syrie               | 1266.52 | +1.01  | 37  | 184  | -1            | Bangladesh     | 905.3   | -11.45 |
| 15  | 93   | +4            | Palestine           | 1238.66 | +11.46 | 38  | 185  | -1            | Bhoutan        | 904.1   | -8.92  |
| 16  | 99   | en stagnation | Tadjikistan         | 1216.76 | -2.13  | 39  | 186  | +1            | Macao          | 896.62  | 0      |
| 17  | 100  | +4            | Kirghizistan        | 1213.6  | +16.63 | 40  | 190  | -1            | Laos           | 889.62  | 0      |
| 18  | 101  | en stagnation | Thaïlande           | 1208.93 | +2.21  | 41  | 191  | -1            | Mongolie       | 884.04  | -5.12  |
| 19  | 115  | -10           | Vietnam             | 1164.54 | -30.04 | 42  | 194  | en stagnation | Brunei         | 872.65  | +2.02  |
| 20  | 118  | -4            | Corée du Nord       | 1160.57 | -7.55  | 43  | 195  | en stagnation | Pakistan       | 856.54  | -6.6   |
| 21  | 120  | -5            | Liban               | 1158.96 | -9.11  | 44  | 198  | +2            | Timor oriental | 843.3   | 0      |
| 22  | 121  | -4            | Inde                | 1145.94 | -19.23 | 45  | 204  | en stagnation | Sri Lanka      | 829.41  | +7.38  |
| 23  | 134  | +8            | Indonésie           | 1102.7  | +30.04 | 46  | 205  | en stagnation | Guam           | 821.91  | 0      |

- Meilleur classement de l'histoire de la nation
- Pire classement de l'histoire de la nation

## Équipe nationale de l'année de l'AFC
Distinction créée en 2000 par l'AFC :
| Année | Sélection nationale |
| ----- | ------------------- |
| 2000  | Japon               |
| 2001  | Chine               |
| 2002  | Corée du Sud        |
| 2003  | Irak                |
| 2004  | Japon               |
| 2005  | Japon               |
| 2006  | Australie           |
| 2007  | Irak                |
| 2008  | Japon               |
| 2009  | Corée du Sud        |
| 2010  | Japon               |
| 2011  | Japon               |

## Liste des fédérations membres
La table ci-après donne la liste des fédérations membres de la Confédération asiatique de football :
| Nation                 | Fédération nationale | Équipe nationale                                                                   | Championnat national            | Coupe nationale                                     | Sous-confédération |
| ---------------------- | -------------------- | ---------------------------------------------------------------------------------- | ------------------------------- | --------------------------------------------------- | ------------------ |
| Afghanistan            | Fédération           | Équipe d'Afghanistan de football Équipe d'Afghanistan féminine de football         | Championnat                     | Coupe                                               | Asie Centrale      |
| Arabie saoudite        | Fédération           | Équipe d'Arabie saoudite de football                                               | Championnat                     | Coupe                                               | Asie de l'Ouest    |
| Australie              | Fédération           | Équipe d'Australie de football Équipe d'Australie féminine de football             | Championnat                     | Coupe                                               | Asie du Sud-Est    |
| Bahreïn                | Fédération           | Équipe de Bahreïn de football Équipe de Bahreïn féminine de football               | Championnat                     | Coupe Supercoupe                                    | Asie de l'Ouest    |
| Bangladesh             | Fédération           | Équipe du Bangladesh de football                                                   | Championnat                     | Coupe                                               | Asie du Sud        |
| Bhoutan                | Fédération           | Équipe du Bhoutan de football                                                      | Championnat                     | Coupe                                               | Asie du Sud        |
| Birmanie               | Fédération           | Équipe de Birmanie de football                                                     | Championnat                     | Coupe                                               | Asie du Sud-Est    |
| Brunei                 | Fédération           | Équipe de Brunei de football                                                       | Championnat                     | Coupe Supercoupe                                    | Asie du Sud-Est    |
| Cambodge               | Fédération           | Équipe du Cambodge de football Équipe du Cambodge féminine de football             | Championnat                     | Coupe                                               | Asie du Sud-Est    |
| Chine                  | Fédération           | Équipe de Chine de football Équipe de Chine féminine de football                   | Championnat                     | Coupe Supercoupe                                    | Asie de l'Est      |
| Corée du Nord          | Fédération           | Équipe de Corée du Nord de football Équipe de Corée du Nord féminine de football   | Championnat                     | Coupe                                               | Asie de l'Est      |
| Corée du Sud           | Fédération           | Équipe de Corée du Sud de football Équipe de Corée du Sud féminine de football     | Championnat                     | Coupe Supercoupe                                    | Asie de l'Est      |
| Émirats arabes unis    | Fédération           | Équipe des Émirats arabes unis de football                                         | Championnat                     | Coupe                                               | Asie de l'Ouest    |
| Guam                   | Fédération           | Équipe de Guam de football Équipe de Guam féminine de football                     | Championnat                     | Coupe                                               | Asie de l'Est      |
| Hong Kong              | Fédération           | Équipe de Hong Kong de football                                                    | Championnat                     | Coupe                                               | Asie de l'Est      |
| Îles Mariannes du Nord | Fédération           | Équipe des îles Mariannes du Nord de football                                      | Championnat                     | Coupe                                               | Asie de l'Est      |
| Inde                   | Fédération           | Équipe d'Inde de football                                                          | Championnat                     | Coupe Supercoupe                                    | Asie du Sud        |
| Indonésie              | Fédération           | Équipe d'Indonésie de football                                                     | Championnat                     | Coupe                                               | Asie du Sud-Est    |
| Irak                   | Fédération           | Équipe d'Irak de football                                                          | Championnat                     | Coupe                                               | Asie de l'Ouest    |
| Iran                   | Fédération           | Équipe d'Iran de football Équipe d'Iran féminine de football                       | Championnat Championnat féminin | Coupe Supercoupe                                    | Asie Centrale      |
| Japon                  | Fédération           | Équipe du Japon de football Équipe du Japon féminine de football                   | Championnat                     | Coupe Supercoupe                                    | Asie de l'Est      |
| Jordanie               | Fédération           | Équipe de Jordanie de football                                                     | Championnat                     | Coupe                                               | Asie de l'Ouest    |
| Kirghizistan           | Fédération           | Équipe du Kirghizistan de football                                                 | Championnat                     | Coupe                                               | Asie Centrale      |
| Koweït                 | Fédération           | Équipe du Koweït de football                                                       | Championnat                     | Coupe                                               | Asie de l'Ouest    |
| Laos                   | Fédération           | Équipe du Laos de football                                                         | Championnat                     | Coupe                                               | Asie du Sud-Est    |
| Liban                  | Fédération           | Équipe du Liban de football                                                        | Championnat                     | Coupe Supercoupe                                    | Asie de l'Ouest    |
| Macao                  | Fédération           | Équipe de Macao de football                                                        | Championnat                     | Coupe                                               | Asie de l'Est      |
| Malaisie               | Fédération           | Équipe de Malaisie de football                                                     | Championnat                     | Coupe                                               | Asie du Sud-Est    |
| Maldives               | Fédération           | Équipe des Maldives de football                                                    | Championnat                     | Coupe Supercoupe                                    | Asie du Sud        |
| Mongolie               | Fédération           | Équipe de Mongolie de football                                                     | Championnat                     | Coupe                                               | Asie de l'Est      |
| Népal                  | Fédération           | Équipe du Népal de football Équipe du Népal féminine de football                   | Championnat                     | Coupe                                               | Asie du Sud        |
| Oman                   | Fédération           | Équipe d'Oman de football                                                          | Championnat                     | Coupe Supercoupe                                    | Asie de l'Ouest    |
| Ouzbékistan            | Fédération           | Équipe d'Ouzbékistan de football Équipe d'Ouzbékistan féminine de football         | Championnat Championnat féminin | Coupe Supercoupe Coupe féminine Supercoupe féminine | Asie Centrale      |
| Pakistan               | Fédération           | Équipe du Pakistan de football                                                     | Championnat                     | Coupe                                               | Asie du Sud        |
| Palestine              | Fédération           | Équipe de Palestine de football                                                    | Championnat                     | Coupe                                               | Asie de l'Ouest    |
| Philippines            | Fédération           | Équipe des Philippines de football                                                 | Championnat                     | Coupe                                               | Asie du Sud-Est    |
| Qatar                  | Fédération           | Équipe du Qatar de football Équipe du Qatar féminine de football                   | Championnat                     | Coupe                                               | Asie de l'Ouest    |
| Singapour              | Fédération           | Équipe de Singapour de football Équipe de Singapour féminine de football           | Championnat                     | Coupe                                               | Asie du Sud-Est    |
| Sri Lanka              | Fédération           | Équipe du Sri Lanka de football                                                    | Championnat                     | Coupe                                               | Asie du Sud        |
| Syrie                  | Fédération           | Équipe de Syrie de football                                                        | Championnat                     | Coupe                                               | Asie de l'Ouest    |
| Taipei chinois         | Fédération           | Équipe de Taipei chinois de football Équipe de Taipei chinois féminine de football | Championnat                     | Coupe                                               | Asie de l'Est      |
| Tadjikistan            | Fédération           | Équipe du Tadjikistan de football                                                  | Championnat                     | Coupe                                               | Asie Centrale      |
| Thaïlande              | Fédération           | Équipe de Thaïlande de football Équipe de Thaïlande féminine de football           | Championnat                     | Coupe                                               | Asie du Sud-Est    |
| Timor oriental         | Fédération           | Équipe du Timor oriental de football                                               | Championnat                     | Coupe                                               | Asie du Sud-Est    |
| Turkménistan           | Fédération           | Équipe du Turkménistan de football Équipe du Turkménistan féminine de football     | Championnat                     | Coupe Supercoupe                                    | Asie Centrale      |
| Vietnam                | Fédération           | Équipe du Vietnam de football                                                      | Championnat                     | Coupe Supercoupe                                    | Asie du Sud-Est    |
| Yémen                  | Fédération           | Équipe du Yémen de football                                                        | Championnat                     | Coupe                                               | Asie de l'Ouest    |
| modifier               |                      |                                                                                    |                                 |                                                     |                    |

Les Îles Mariannes du Nord est membre provisoire de l'AFC depuis 2009 et est affiliée à la sous-confédération d'Asie de l'Est depuis 2008. Le pays devient membre permanent en 2020.
Plusieurs fédérations représentent des pays non indépendants : Hong Kong et Macao sont des régions autonomes spéciales chinoises, et la fédération palestinienne (en attente d'un accord de paix avec Israël). Sous le nom de Chinese Taipei, Taïwan participe à l'AFC malgré la non-reconnaissance du pays dans le monde.
Trois fédérations de pays considérés traditionnellement comme asiatiques sont membres de la fédération européenne de football, principalement pour raisons politiques : Turquie (membre UEFA en 1962), Israël (1994) et Kazakhstan (2002).
Deux fédérations de pays considérés comme situés en Océanie sont membres de la Confédération asiatique de football : Guam, île du Pacifique, et surtout l'Australie, qui a quitté la Confédération océanienne pour adhérer à la Confédération asiatique le 1er janvier 2006.
L'Indonésie a été exclue des compétitions internationales par la FIFA en 2015.